# Dieter Borkowski
Dieter Borkowski (* 1. November 1928 in Berlin; † 22. Februar 2000 in Raddestorf) war ein deutscher Schriftsteller und Journalist.

## Leben
Borkowski war der Sohn eines kaufmännischen Angestellten. Nach dem Besuch der Städtischen Handelsschule in Berlin-Charlottenburg wurde er 1944 als Flakhelfer eingezogen und geriet bei den Kämpfen um Berlin in sowjetische Kriegsgefangenschaft. Nach Ablegung der Sonderreifeprüfung studierte er ab 1947 Geschichte und Zeitungswissenschaft an der Humboldt-Universität zu Berlin. Er wurde Volontär beim Berliner Rundfunk und beim Deutschen Institut für Zeitgeschichte. Ab 1947 war er Mitarbeiter von Erich Honecker. Im gleichen Jahr wurde er Mitglied der SED. Von 1951 bis 1952 war er Pressereferent bei der Zentralleitung der Deutschen Volksbühne, 1952 bis 1955 Kulturredakteur der Zeitschrift Unser Rundfunk. Nach dem Aufstand vom 17. Juni 1953 wurde er wegen seiner oppositionellen Haltung gegenüber der Regierung aus der SED ausgeschlossen und erhielt Berufsverbot als Redakteur. Von 1960 bis 1962 war er wegen seiner Kontakte zur Schirdewan-Wollweber-Gruppe in Einzelhaft im Zentralen Untersuchungsgefängnis der Staatssicherheit, Berlin-Hohenschönhausen.
Unter dem Pseudonym Arno Hahnert schrieb Borkowski von 1966 bis 1971 illegal für die Wochenzeitung Die Zeit und wurde deshalb als „Agent der kapitalistischen Brandt-Scheel-Clique“ erneut verhaftet. 1972 wurde er gegen in der Bundesrepublik Deutschland inhaftierte DDR-Spione ausgetauscht und studierte anschließend in Hannover Geschichte. 1972 bis 1973 war er Pressereferent der Evangelischen Akademie Loccum.
1987 veröffentlichte Borkowski die erste Honecker-Biographie in der Bundesrepublik. Nach der Wiedervereinigung half er bei der Aufarbeitung der SED-Diktatur und sichtete Partei- und Stasi-Unterlagen, insbesondere zu Funktionären.

## Publikationen
- Wer weiß, ob wir uns wiedersehen. S. Fischer,  Frankfurt am Main 1980, ISBN 3-10007-202-2.[1]
- Für jeden kommt der Tag. S. Fischer, Frankfurt am Main 1981, ISBN 3-10007-203-0
- In der Heimat, da gibt´s ein Wiedersehn. Fischer Taschenbuch Verlag, Frankfurt am Main 1984, ISBN 3-596-24307-6.
- Lily Braun – Rebellin gegen Preußen. Das Leben der Lily Braun. Fischer Taschenbuch Verlag, Frankfurt am Main 1984, ISBN 3-596-23731-9.
- Erich Honecker. Statthalter Moskaus oder deutscher Patriot? Eine Biographie. Bertelsmann, München 1987, ISBN 3-57002-453-9.
- „Brüder, in eins nun die Hände ...“ Erinnerungen an die deutschen Sozialdemokraten. In: Konrad Löw (Hrsg.): Verratene Treue. Die SPD und die Opfer des Kommunismus. Kölner Universitäts-Verlag, Köln 1994, ISBN 3-87427-051-3, S. 179–205.